# Оскар (9-та церемонія вручення)
9-та церемонія вручення нагород премії «Оскар» Академії кінематографічних мистецтв і наук за досягнення в галузі кінематографа за 1936 рік відбулася 4 березня 1937 року в готелі «Балтимор» в Лос-Анджелесі, Каліфорнія, США .
Ведучим був – Джордж Джессель.

## Інформація про церемонію
На цій церемонії до списку нагород було додано нові номінації – «Премія «Оскар» за найкращу чоловічу роль другого плану» та «Премія «Оскар» за найкращу жіночу роль другого плану».

## Переможці та номінанти
Переможці вказуються першими, виділяються жирним шрифтом та відмічені знаком «★».
| Найкращий фільм | Найкраща режисерська робота |
| --- | --- |
| - «Великий Зігфільд» – Гант Стромберг для Metro-Goldwyn-Mayer ★ - «Ентоні нещасний» – Генрі Бланке для Warner Bros. - «Додсворт» – Семюел Голдвін, Мерріт Гулберт для Samuel Goldwyn Productions та United Artists - «Звільнена леді» – Лоуренс Вайнгартен для Metro-Goldwyn-Mayer - «Містер Дідс переїжджає до міста» – Френк Капра для Columbia Pictures - «Ромео і Джульєтта» – Ірвінг Грант Тальберг для Metro-Goldwyn-Mayer - «Сан-Франциско» – John Emerson, Бернар Х. Хайман для Metro-Goldwyn-Mayer - «Історія Луї Пастера» – Генрі Бланке для Warner Bros. - «Повість про два міста» – Девід Сельцник для Metro-Goldwyn-Mayer - «Три розумні дівчини» – Джо Пастернак, Чарльз Р. Роджерс для Universal Studios | - Френк Капра – «Містер Дідс переїжджає до міста» ★ - Вільям Вайлер – «Додсворт» - Роберт Зіглер Леонард – «Великий Зігфільд» - Григорій Ла Кава – «Мій чоловік Годфрі» - В. С. Ван Дайк – «Сан-Франциско» |
| Найкраща чоловіча роль | Найкраща жіноча роль |
| - «Пол Муні – «Історія Луї Пастера» за роль Луї Пастера» ★ - Гері Купер – «Містер Дідс переїжджає до міста» за роль Лонгфелло Дідса - Волтер Г'юстон – «Додсворт» за роль Сема Додсворта - Вільям Павелл – «Мій чоловік Ґодфрі» за роль Ґодфрі - Спенсер Трейсі – «Сан-Франциско» за роль преподобного Тіма Малліна | - «Луїза Райнер – «Великий Зігфільд» за роль Ганни Гелд ★ - Айрін Данн – «Теодора божеволіє» за роль Теодори Лінн / Кароліни Адамс - Гледіс Джордж – «Доблесне - це слово для Керрі» за роль Керрі Снайдер - Керол Ломбард – «Мій чоловік Годфрі» за роль Ірени Баллок - Норма Ширер – «Ромео і Джульєтта» за роль Джульєтти |
| Найкраща чоловіча роль другого плану | Найкраща жіноча роль другого плану |
| - «Волтер Бреннан – «Приходь та візьми» за роль Свена Бострома ★ - Міша Ауер – «Мій чоловік Годфрі» за роль Карло - Стюарт Ервін – «Парад свиней» за роль Амоса - Безіл Ретбоун – «Ромео і Джульєтта» за роль Тібальта - Акім Таміров – «Генерал помер на світанку» за роль генерала Янга | - Гейл Сондергаард – «Ентоні нещасний» за роль Фейт Палеологус ★ - Б'юла Бонді – «Чудова інсинуація» за роль Рейчел Джексон - Еліс Брейді – «Мій чоловік Годфрі» за роль Анжеліки Баллок - Боніта Ґренвілл – «Ці три» за роль Мері Тілфорд - Марія Успенська – «Додсворт» за роль баронеси фон Оберсдорф |
| Найкраща оригінальна історія | Найкращий адаптований сценарій |
| - «Історія Луї Пастера» – П'єр Коллінгс, Шерідан Гібні» ★ - «Лють» – Норман Красна - «Великий Зігфільд» – Вільям Ентоні Макгуайер - «Сан-Франциско» – Роберт Гопкінс - Три розумні дівчини – Адель Командіні | - «Історія Луї Пастера» – П'єр Коллінгс, Шерідан Гібні» ★ - «Після тоненької людини» – Френсіс Гудріч, Альберт Гекетт, за романом Дешилла Гемметта - «Додсворт» – Сідні Говард, за однойменною п'єсою Говарда та однойменним романом Сінклера Льюїса - «Містер Дідс переїжджає до міста» – Роберт Ріскін за оповіданням "Opera Hat" Кларенса Келланда - «Мій чоловік Годфрі» – Ерік С. Гетч, Моррі Ріскінд за романом «1101 Парк-Авеню» Гетча |
| Найкращий ігровий короткометражний фільм, однокатушечний | Найкращий ігровий короткометражний фільм, двокатушечний |
| - «Набридає освіта» – Гарольд Роуч Metro-Goldwyn-Mayer ★ - «Московські настрої» – Paramount Pictures - «Розшукується майстер» – Піт Сміт, Metro-Goldwyn-Mayer | - «Громадськість платить» – Metro-Goldwyn-Mayer ★ - «Подвійний або нічого» – Warner Bros. - «Фіктивна біль» – RKO Radio Studio Music Department |
| Найкращий ігровий короткометражний фільм, кольоровий | Найкращий анімаційний короткометражний фільм |
| - «Дай мені свободу» – Warner Bros. ★ - «Свято Санта-Барбари» – Луї Левін, Metro-Goldwyn-Mayer - «Популярна наука» – Paramount | - «Сільський кузен» – The The Walt Disney Company, United Artists ★ - «Старий стан млина» – Гарман-Ізінг, Metro-Goldwyn-Mayer - «Матрос Попай зустрічає матроса Сіндбада» – Paramount |
| Найкраща музика до фільму | Найкраща пісня до фільму |
| - «Ентоні нещасний» – Warner Bros. Studio Music Department ★ - «Атака легкої кавалерії» – Warner Bros. Studio Music Department - «Сад Аллаха» – Selznick International Pictures Music Department - «Генерал помер на світанку» – Paramount Pictures Music Department - «Вінтерсет» – RKO Radio Studio Music Department | - «The Way You Look Tonight» – «Час свінгу» – музика: Джером Керн; слова: Дороті Поля» ★ - «Did I Remember» – «Сюзі» – музика: Вальтер Дональдсон; слова: Гарольд Адамсон - «I Got You Under My Skin» – «Народжена танцювати» – музика та слова: Коул Портер - «A Melody From the Sky» – «Слід самотньої сосни» – музика: Луї Альтер; слова: Сідні Д. Мітчелл - «Pennies from Heaven» – «Пенні з неба» – музика: Артур Джонстон; слова: Джонні Берк - «When Did You Leave Heaven» – «Співай, дитино, співай» – музика: Річард А. Вайтинг; слова: Вальтер Баллок |
| Найкращий звук | Найкращий хореограф |
| - «Сан-Франциско» – Дуглас Ширер ★ - «Банджо на моєму коліні» – Едмунд Х. Хансен - «Атака легкої кавалерії» – Натан Левінсон - «Додсворт» – Томас Т. Моултон - «Генерал Шпанки» – Елмер Рагузе - «Містер Дідс переїжджає до міста» – Джон П. Лівадар - «Техаські рейнджери» – Франклін Гансен - «Та дівчина з Парижа» – Джон О. Ольберг - «Три розумні дівчини» – Гомер Г. Таскер | - «Великий Зігфільд» – Сеймур Фелікс ★ - «Народжена танцювати» – Дейв Гулд - «Каїн і Мейбл» – Боббі Конноллі - «Пірат танцює» – Рассел Льюїс - «Золотаря 1937 року» – Басбі Берклі - «Один у мільйон» – Джек Гаскелл - «Час свінга» – Гермес Пан |
| Найкраща робота художника-постановника | Найкраща операторська робота |
| - «Додсворт» – Річард Дей ★ - «Ентоні нещасний» – Антон Грот - «Великий Зігфільд» – Седрік Гіббонс, Едді Імазу, Едвін Б. Вілліс - «Ллойд з Лондона» – Вільям С. Дарлінґ - «Чудовий Брут» – Альберт С. Д'Агостіно, Джек Оттерсон - «Ромео і Джульєтта» – Седрік Гіббонс, Фредрік Гоуп, Едвін Б. Вілліс - «Вінтерсет» – Перрі Фергюсон | - «Ентоні нещасний» – Тоні Гаудіо ★ - «Генерал помер на світанку» – Віктор Мілнер - «Чудова інсинуація» – Джордж Дж. Фолсі |
| Найкращий монтаж | Найкращий помічник режисера |
| - «Ентоні нещасний» – Ральф Довсон ★ - «Приходь та візьми» – Едвард Кертісс - «Великий Зігфільд» – Вільям С. Ґрей - «Ллойд з Лондона» – Барбара Маклін - «Повість про два міста» – Конрад А. Нервіг - «Теодора божеволіє» – Отто Мейєр | - «Атака легкої кавалерії» – Джек Салліван ★ - «Ентоні нещасний» – Вільям Кеннон - «Сад Аллаха » – Ерік Г. Стейсі - «Останній з могікан» – Клем Бошамп - «Сан-Франциско» – Джозеф М. Ньюман |

## Фільми з кількома номінаціями та нагородами
На премії «Оскара» фільми отримали номінації та нагороди.
| Номінації | Фільм                             | Нагороди |
| --------- | --------------------------------- | -------- |
| 7         | «Ентоні нещасний»                 | 4        |
| 7         | «Великий Зігфільд»                | 3        |
| 7         | «Додсворт»                        | 1        |
| 6         | «Сан-Франциско»                   | 1        |
| 6         | «Мій чоловік Годфрі»              | –        |
| 5         | «Містер Дідс переїжджає до міста» | 1        |
| 4         | «Історія Луї Пастера»             | 3        |
| 4         | «Ромео і Джульєтта»               | —        |
| 3         | «Атака легкої кавалерії»          | 1        |
| 3         | «Генерал помер на світанку»       | —        |
| 3         | «Три розумні дівчини»             | —        |
| 2         | «Приходь та візьми»               | 1        |
| 2         | «Час свінгу»                      | 1        |
| 2         | «Вінтерсет»                       | —        |
| 2         | «Ллойд з Лондона»                 | —        |
| 2         | «Народжена танцювати»             | —        |
| 2         | «Повість про два міста»           | —        |
| 2         | «Сад Аллаха»                      | —        |
| 2         | «Теодора божеволіє»               | —        |
| 2         | «Чудова інсинуація»               | —        |

## Спеціальні відзнаки

### Почесний «Оскар»
- В. Говард Грін[en] та Гарольд Россон[en] — «за кольоровий кінематограф Selznick International Production у фільмі „Сад Аллаха“».
- “Марш часу» — «за революцію в кінохроніці».